# Laser 3.14

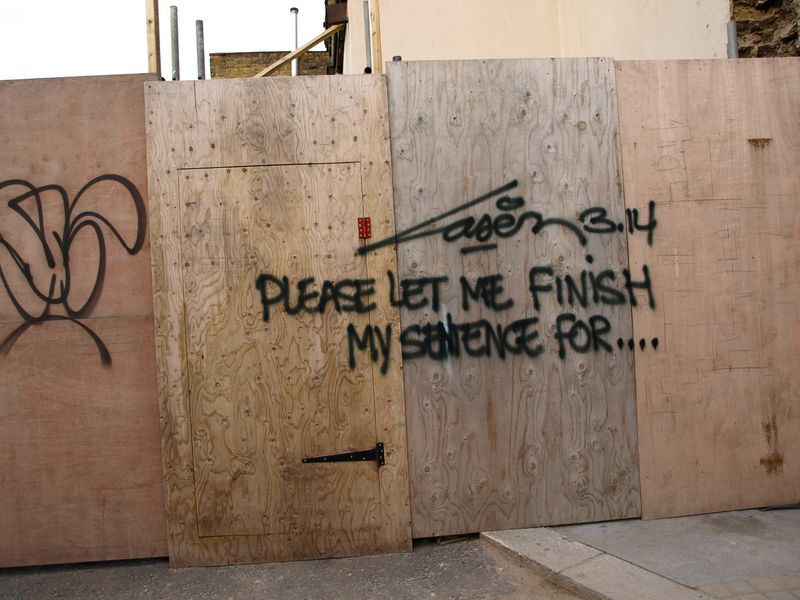
Graffiti van Laser 3.14, november 2008

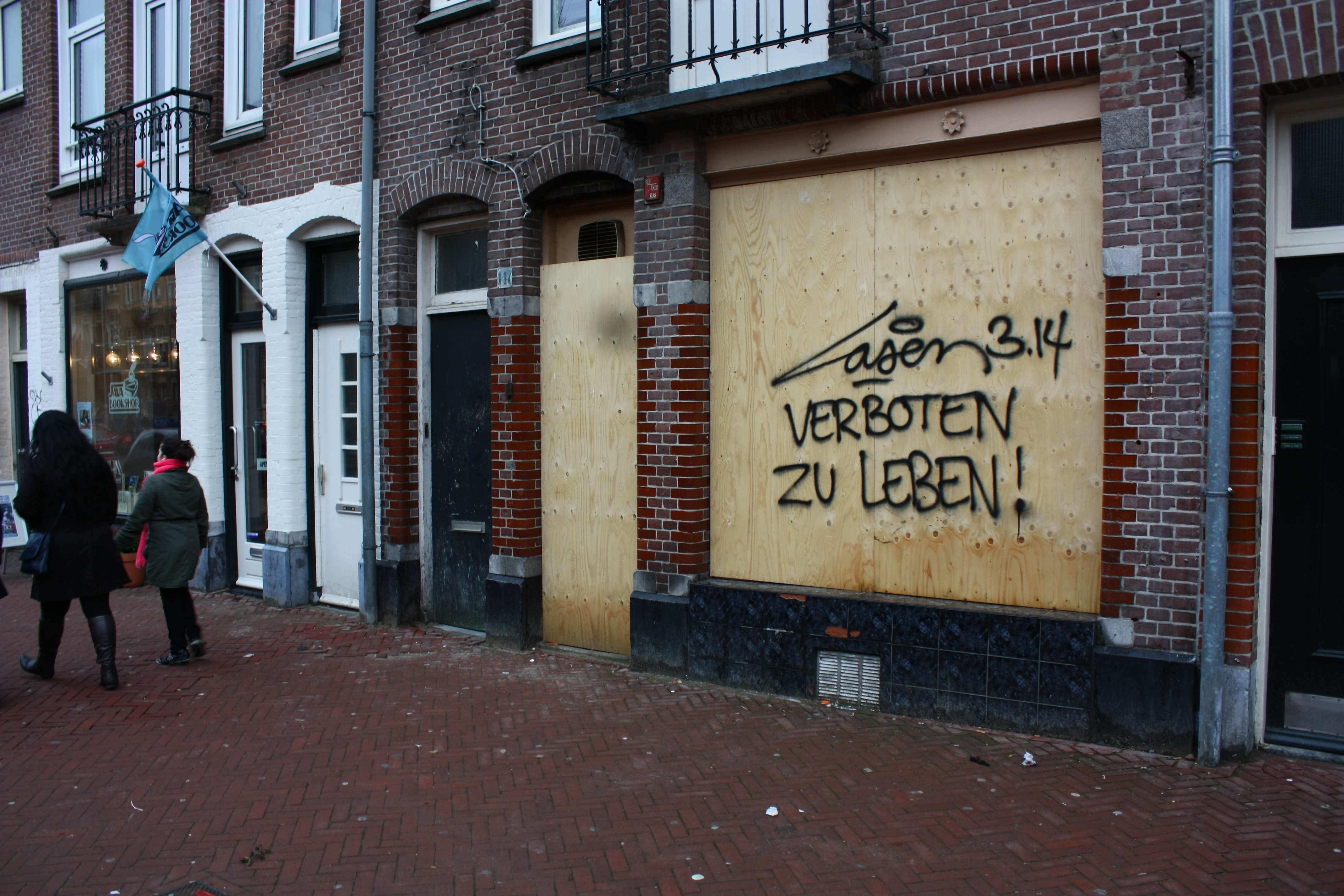
Laser 3.14 graffiti, Javastraat 147 Amsterdam, februari 2011

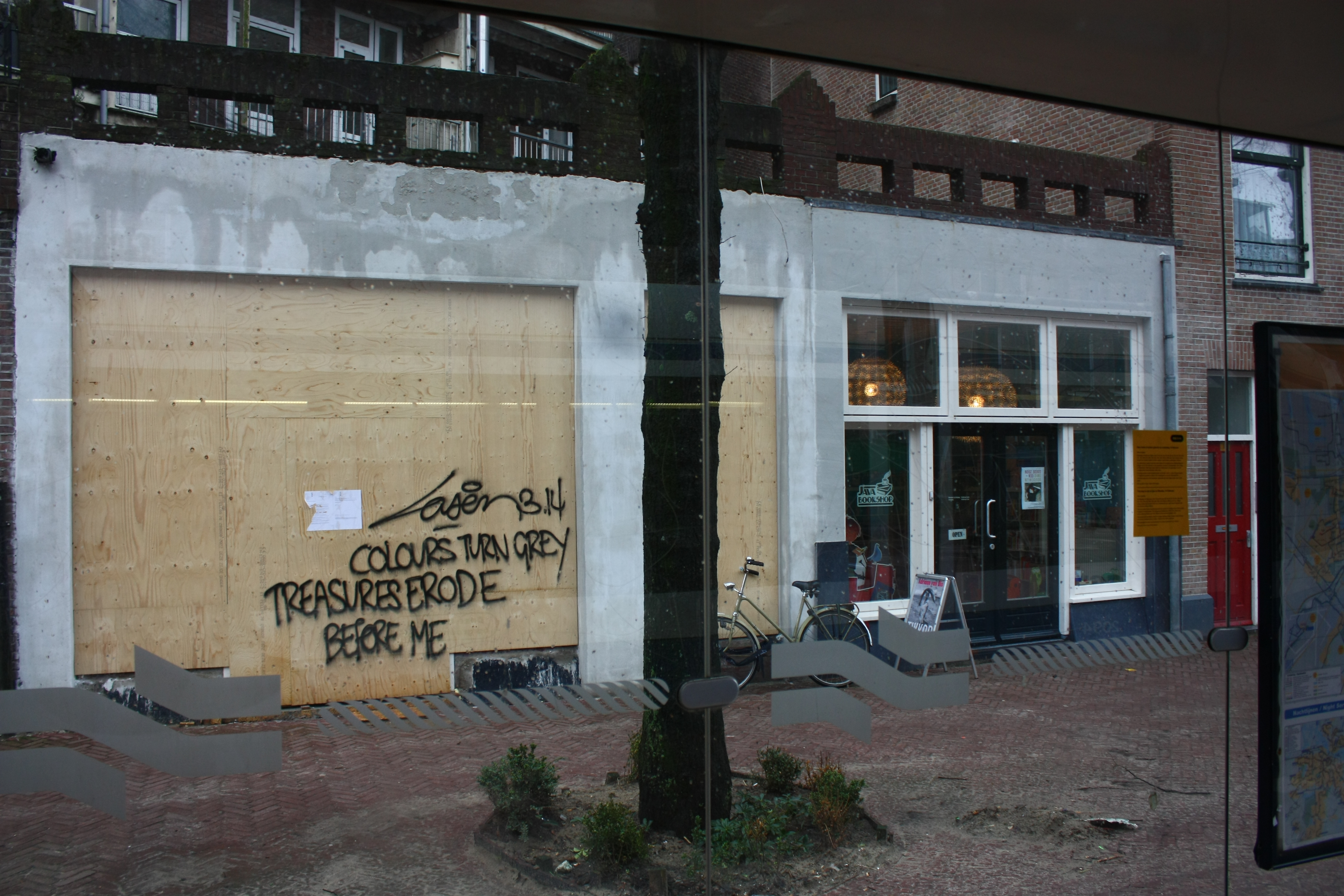
Laser 3.14 graffiti, Borneostraat Amsterdam, februari 2011

Laser 3.14 is het pseudoniem van een anonieme graffiti-kunstenaar, schilder en dichter in Amsterdam, die begin jaren tachtig op circa elfjarige leeftijd graffiti begon te schrijven.
De dichter achter het pseudoniem Laser 3.14 spuit korte maatschappijkritische straatgedichten op schuttingen en bouwplaatsen in met name Amsterdam. Zijn pseudoniem is een verwijzing naar zijn voorliefde voor sciencefiction, waarin lasers soms een rol spelen; 3.14 staat voor het getal Pi en is tegelijk een afkorting  voor 'Public Image'. Zijn Engelstalige poëtische spreuken vielen op en hij heeft dan ook interviews gegeven aan verschillende media. Naast zijn activiteiten op het gebied van graffiti is Laser 3.14 een exposerend kunstenaar en striptekenaar. In april 2009 kwam zijn boek Are you reading me? uit.
In 2018 was Laser 3.14 als spreker te gast bij de TED-conferentie TEDxAmsterdam.